# تراپیدایی

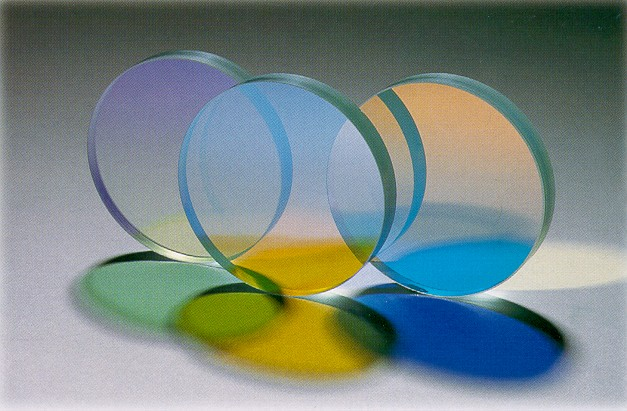
پالایه‌های دوفام با به‌کارگیری مواد تراپیدای اپتیکانه آفریده شده‌اند.

در میدان نورشناسی، تَرانَمایی یا تراپیدایی (به انگلیسی: Transparency) که شفافی نیز خوانده می‌شود، ویژگی فیزیکی اجازه گذر نور از درون مواد بی پراکنش قابل توجه نور است. در مقیاس درشت‌بینی (یکی که وامون‌های مورد بررسی بسیار بزرگ‌تر از طول موج فوتون‌های مورد بحث اند)، فوتون‌ها می‌توان گفت قانون اسنل را پیروی می‌کنند.
تراتابی (به انگلیسی: Translucency) به نور اجازه می‌دهد که از درون بگذرد، ولی بایسته (باز، در مقیاس درشت‌بینی) قانون اسنل را پیروی نمی‌کند؛ فوتون‌ها می‌توانند در هر یک از دو رابط، یا به صورت درونی، جایی که تغییر در شاخص شکست هست، پراکنده شوند. به دیگر سخن، یک ماده تراتاب از جزوهایی با شاخص‌های شکست دگرسان فراساخته شده‌است؛ و یک ماده ترانما از همنه‌هایی با یک شاخص شکست یک‌نواخت فراساخته شده‌است. ماده‌های ترانما، با ظاهر کلی یک رنگ، یا هر هم‌آمیختگی‌ای که منجر به بیناب درخشان هر رنگ می‌شود، واضح به نظر می‌رسند. ویژگی مخالف تراتابی، کدری است.

هم‌سنجش‌های ۱. کدری، ۲. تراتابی، و ۳. ترانمایی؛ پشت هر پنل یک ستاره است.